# Ekspozicija (literatura)
Zasnova ali ekspozicija (latinsko   exspositio; pojasnitev, utemeljitev) je del t. i. dramskega trikotnika, ki ga je v svojem delu Tehnika drame (Technik des Dramas) postavil Gustav Fraytag.
Pri stopnjevanju navzgor je važna zasnova ali ekspozicija, ki je dobra, kadar je kratka in hitro vzbudi zanimanje za razvoj, utemelji dejanje, pove neogibno potrebne stvari iz osnovnega toka dogajanj, predstavi glavne junake in nakaže razmere, probleme in pogoje dejanja v drami. Pri tem uvodni akord ustvari temeljno občutje drame. Pokaže kraj in čas dogajanja ter da slutiti važnost dogodkov. Začetni moment dejanje začne in usmeri gledalčevo zanimanje v bistvo problema.
Primer. Shakespeare, Julij Cezar. (Čeprav nosi delo za naslov ime junaka Julija Cezarja in Cezarjev duh resnično ves čas nadvladuje, je zgradbo umetnine laže razumeti, če jo motrimo prvenstveno kot tragedijo Cezarjevega nasprotnika Bruta).
Leta 44 v Rimu neomejeno vlada Cezar. Njegovi številni oboževalci se vesele njegovega triumfa in mu že ponujajo kraljevsko krono. Republikancem pa se zdi Cezarjeva oblast prevelika in kujejo zaroto. Po ulicah vlada nemir. (Uvodni akord). Cezar želi postati kralj. Prepričan je, da je rimskemu narodu zaradi miru in reda v državi potreben samovladar. Odločilni branilec rimske svobode, velik domoljub in idealist Brut pa se tega boji. Cezarja ceni in ljubi, toda splošni blagor države vidi v republiki. Vedeževo pomenljivo svarilo Cezarju: - Boj se marčevih id! - (marčeve ide = 15. marec) usmeri gledalčevo pozornost v pričenjajoči se dramatski boj. (Začetni moment).

## Vir
Silva Trdina: Besedna umetnost: 2. Literarna teorija. Ljubljana: Mladinska knjiga, 1958   in  več izdaj. (COBISS)